# Валутни своп
Валутни своп је је финансијски инструмент, дериватив, где се сада добија једна валута у замену за другу, а у неком одређеном будућем времену се врши обратна трансакција и враћа се онолико девиза колико се добило на почетку. Користи се најчешће када једној страни недостаје једна валута, а има вишак друге.  Сличан је форекс свопу, па може доћи до забуне.
Валутни своп се преговара и са доспећима до 10 година. Валутни своп се обично комбинује са свопом каматних стопа. Нпр. једна компанија ће настојати да замени плаћање зајма у фисксној доларској камати у плаћање у променљивој камати у еврима. То је уобичајено у Европи, где се најпре тражи најјефтинији зајам без обзира на валуту, па се касније тражи замена за одређену валуту.